# Фудбалски савез Андоре
Фудбалски савез Андоре (кат. Federació Andorrana de Futbol) (ФАФ) је главна фудбалска организација Андоре. Она организује фудбалску лигу, куп и фудбалску репрезентацију Андоре. 
Основан је 1994. године. Од 1996. године је члан ФИФЕ и УЕФЕ. Клубови из Андоре до тада су се такмичили у шпанским лигама, а од 1996.. Фудбалски савез организује:
- Првенство Андоре

Прва лига Андоре
Друга лига Андора
- Куп Конститусио (Copa Constitució)
- Суперкуп Андоре
- Лига Андоре у футсалу

Победник првог Првенства Андоре је био клуб Енкамп Диколанса. 
Фудбалски куп се игра такође од 1996. године.
Прва међународна утакмица одиграна је 13. новембра 1996. у Андори ла Вељи против репрезентације Естоније коју је Андора изгубила резултатом 1 према 6. 
Боја дресова репрезентације је жута.